# Олендер, Виктор Петрович
Виктор Петрович Олендер (20 августа 1941 — 8 ноября 2020) — советский и украинский режиссёр документальных фильмов. Заслуженный деятель искусств УССР (1988), лауреат Государственной премии Украины имени Александра Довженко (2016 год). Член-корреспондент Национальной академии искусств Украины (2009). Член Национального Союза кинематографистов Украины (1975).

## Биография
Родился 20 августа 1941 года в Чкалове в семье журналиста Петра Моисеевича Олендера и литературного работника Елизаветы Романовны Кушилевич (1908—1981). Племянник поэта и переводчика Семёна Юльевича Олендера. 
Работал осветителем на Киевской киностудии имени А. П. Довженко (1959—1960), осветителем и ассистентом режиссёра «Укрторгрекламфильма» (1963—1965). Член КПСС с 1962 года.
В 1968 году окончил Новозыбковский педагогический институт. С 1972 года — режиссёр студии «Киевнаучфильм». Работал в творческой группе режиссёра Ф. М. Соболева. 
С 1992 года — художественный руководитель-директор киностудии «Отзыв». В 1993 году — художественный руководитель ТО «Спектр» Киностудии документальных фильмов. С 1997 года — режиссёр студии «Национальная кинематека Украины» (бывшая «Киевнаучфильм»).
В 2005 году подписал коллективное письмо в защиту русского языка на Украине.
Член-корреспондент Национальной академии искусств Украины (2009).
Скончался в Киеве 8 ноября 2020 года после продолжительной болезни. Похоронен вместе с семьей в колумбарии Байкового кладбища.

## Фильмография

### Режиссёр
- 1971 — Двигатель ВАО — диплом Всесоюзного кинофестиваля рекламных фильмов
- 1973 — Юношам, обдумывающим житьё — приз III Республиканского фестиваля детских и юношеских фильмов, Сумы, 1974
- 1974 — А мама меня не любит — трижды признан самым интересным дебютом в неигровом кино СССР при опросе ведущих кинокритиков Советского Союза журналом «Искусство кино» (1976, № 12, стр. 116, 124))
- 1974 — И не упасть за финишем — диплом жюри V Республиканского кинофестиваля «Молодость», Киев, 1974
- 1975 — Эти ёмкие доли секунды — золотая и две серебряные медали ВДНХ СССР, 1976
- 1976 — Контакты — диплом Akademia Film Olomouc, ЧССР, 1978
- 1976 — Там, где кончается асфальт — диплом IV Республиканского фестиваля «Молодые — молодым», Харьков, 1977
- 1978 — След
- 1982 — Дело о клевете
- 1983 — Ручной мяч. Олимпиада 1980 — диплом Председателя организационного комитета XXII Олимпиады в Москве
- 1985 — На прицеле ваш мозг — совместно с Ф. Соболевым; главный приз в номинации «Научно-популярный фильм» XIX Всесоюзного кинофестиваля в Алма-Ате, 1986[4];

диплом и медаль премии Союза журналистов Украины имени Ярослава Галана, 1986
- 1987 — В поисках пришельцев
- 1989 — Девять лет с экстрасенсами (фильм 1-й и фильм 2-й)
- 1991 — Изгнание бесов
- 1991 — Война чёрной и белой магии
- 1991 — Ламбада для хилеров
- 1998 — Феликс Соболев. Прерванная миссия (10 телефильмов)
- 2001—2002 — дилогия Пассажиры из прошлого столетия, На незнакомом вокзале — приз кинокритиков, диплом зрительских симпатий и диплом Российского государственного архива кино фотодокументов на XIII открытом фестивале документального кино «Россия»; диплом и медаль имени Феликса Соболева
- 2006—2015 — Константин Степанков. Воспоминания после жизни (8 фильмов) — Государственная премия имени А. Довженко (2015)

### Сценарист
- 1998 — Феликс Соболев. Прерванная миссия — о режиссёре Феликсе Соболеве
- 2001 — Пассажиры из прошлого столетия — о режиссёре Израиле Гольдштейне
- 2010 — Константин Степанков. Воспоминания после жизни — об актёре Константине Степанкове